# Subdelegación del Gobierno (España)

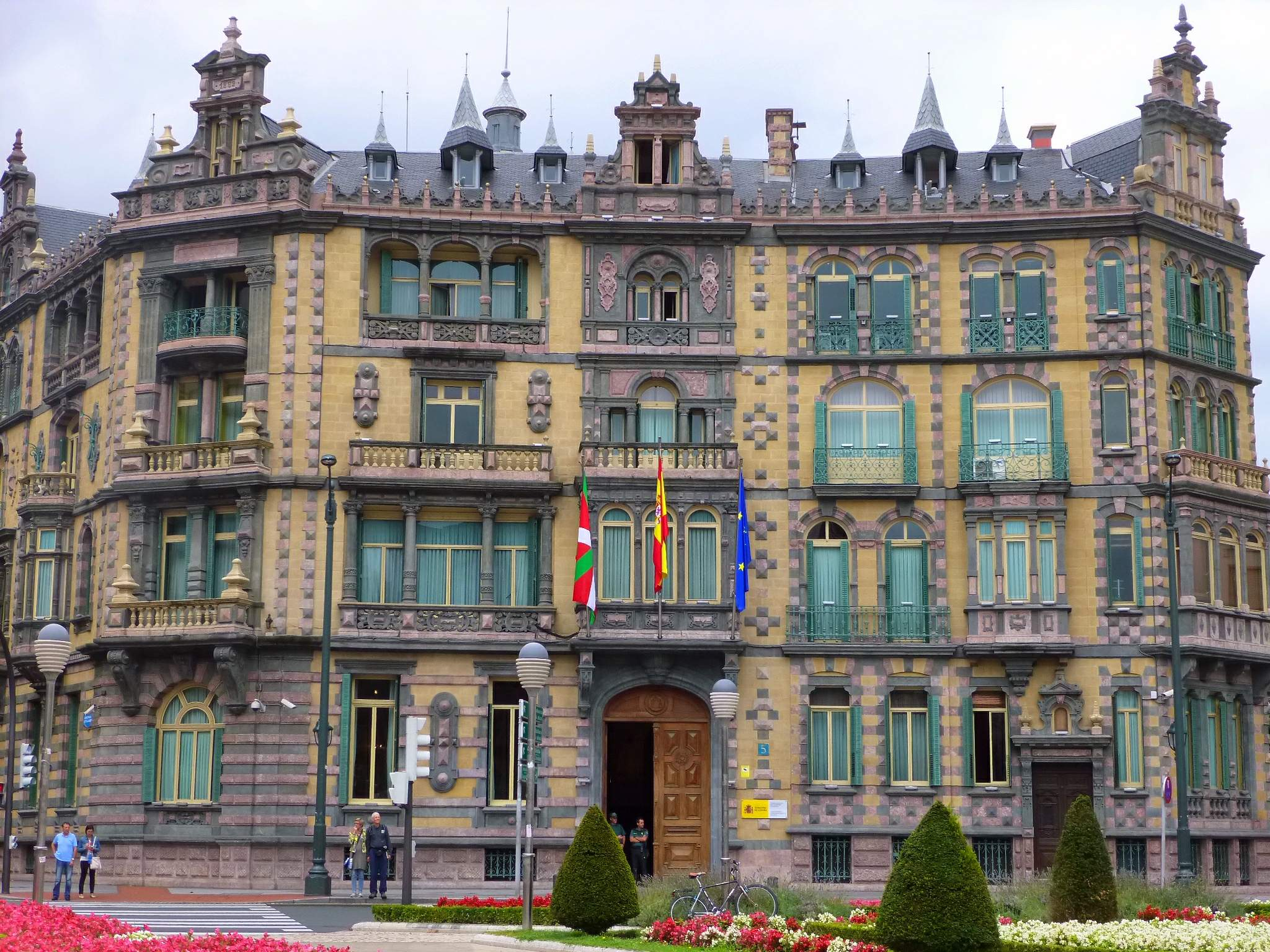
Sede de la Subdelegación del Gobierno en Bilbao (Vizcaya).

Las subdelegaciones del Gobierno en la Administración pública de España, son órganos correspondientes a la organización periférica del Estado que ejercen la representación del Gobierno de España en cada una de las provincias del país.

## Características

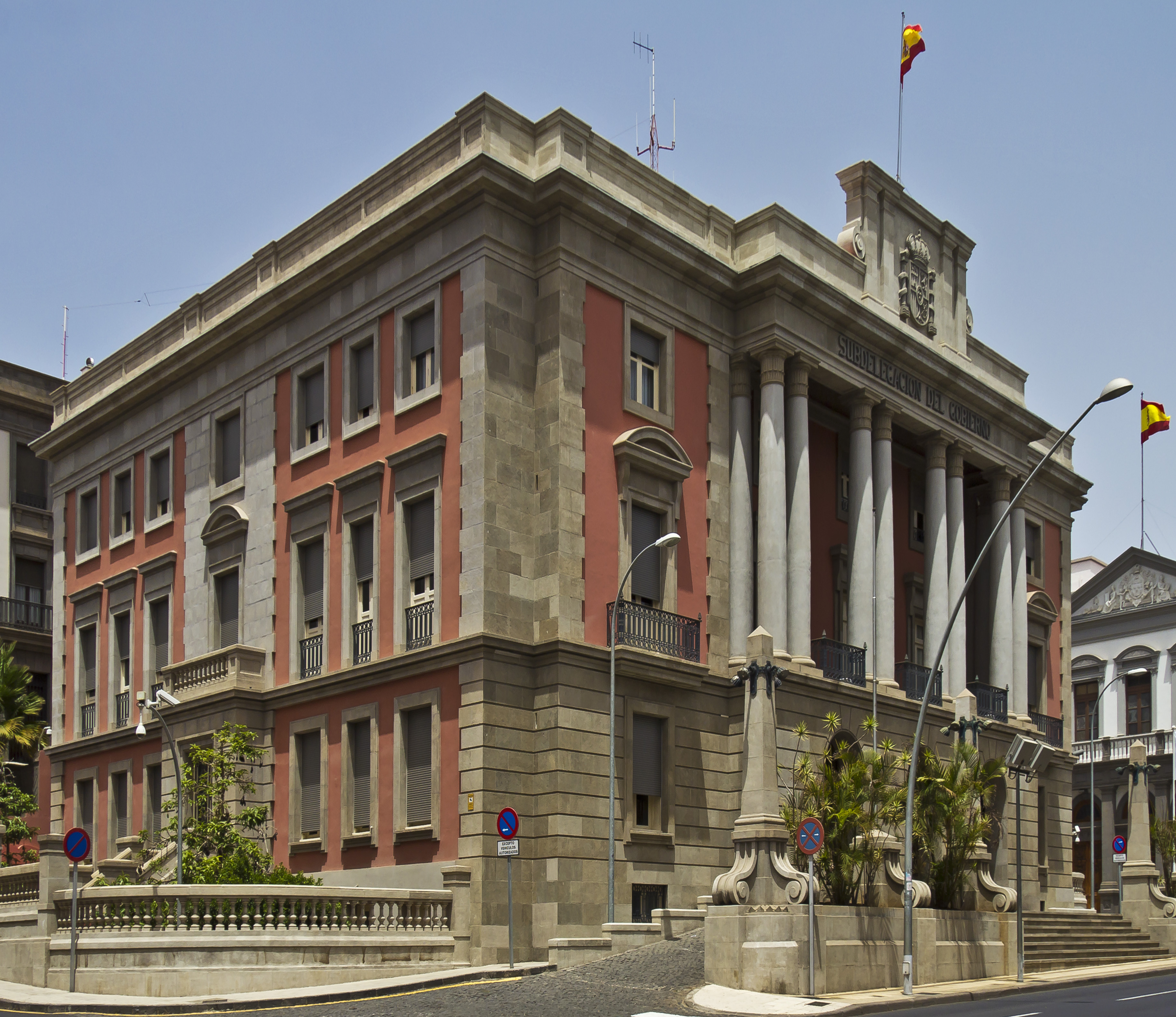
Sede de la Subdelegación del Gobierno en Santa Cruz de Tenerife.

Fueron creadas en 1997 por la Ley de Organización de la Administración General del Estado y reguladas en un real decreto del mismo año sucediendo a los gobiernos civiles, dirigidos por los gobernadores civiles, creados en 1833. 
Existe un subdelegado del Gobierno en cada provincia bajo la inmediata dependencia del delegado del Gobierno en la respectiva comunidad autónoma y nombrado por él mediante el procedimiento de libre designación entre funcionarios de carrera del Estado, de las comunidades autónomas o de las entidades locales, a los que se exija, para su ingreso, el título de doctor, licenciado, ingeniero, arquitecto o equivalente.
En las comunidades autónomas uniprovinciales y en las ciudades autónomas como norma general, se ha suprimido la subdelegación del Gobierno, asumiendo la Delegación del Gobierno correspondiente las competencias que la Ley atribuye a los Subdelegados del Gobierno en las provincias. Esta situación se da en las comunidades de Asturias, Islas Baleares, Cantabria, Ceuta, Melilla, Murcia, Navarra y La Rioja. En Madrid, en cambio, debido a sus especiales características como capital del Estado, se mantienen separadamente las figuras de delegado y de subdelegado del Gobierno.
Mediante real decreto es posible crear subdelegaciones del Gobierno en las comunidades autónomas uniprovinciales, teniéndose en cuenta para ello circunstancias tales como la población del territorio, el volumen de gestión o sus singularidades geográficas, sociales o económicas. Actualmente solo la Comunidad de Madrid cuenta con subdelegación del Gobierno, elevando el número total de estas entidades a 44.

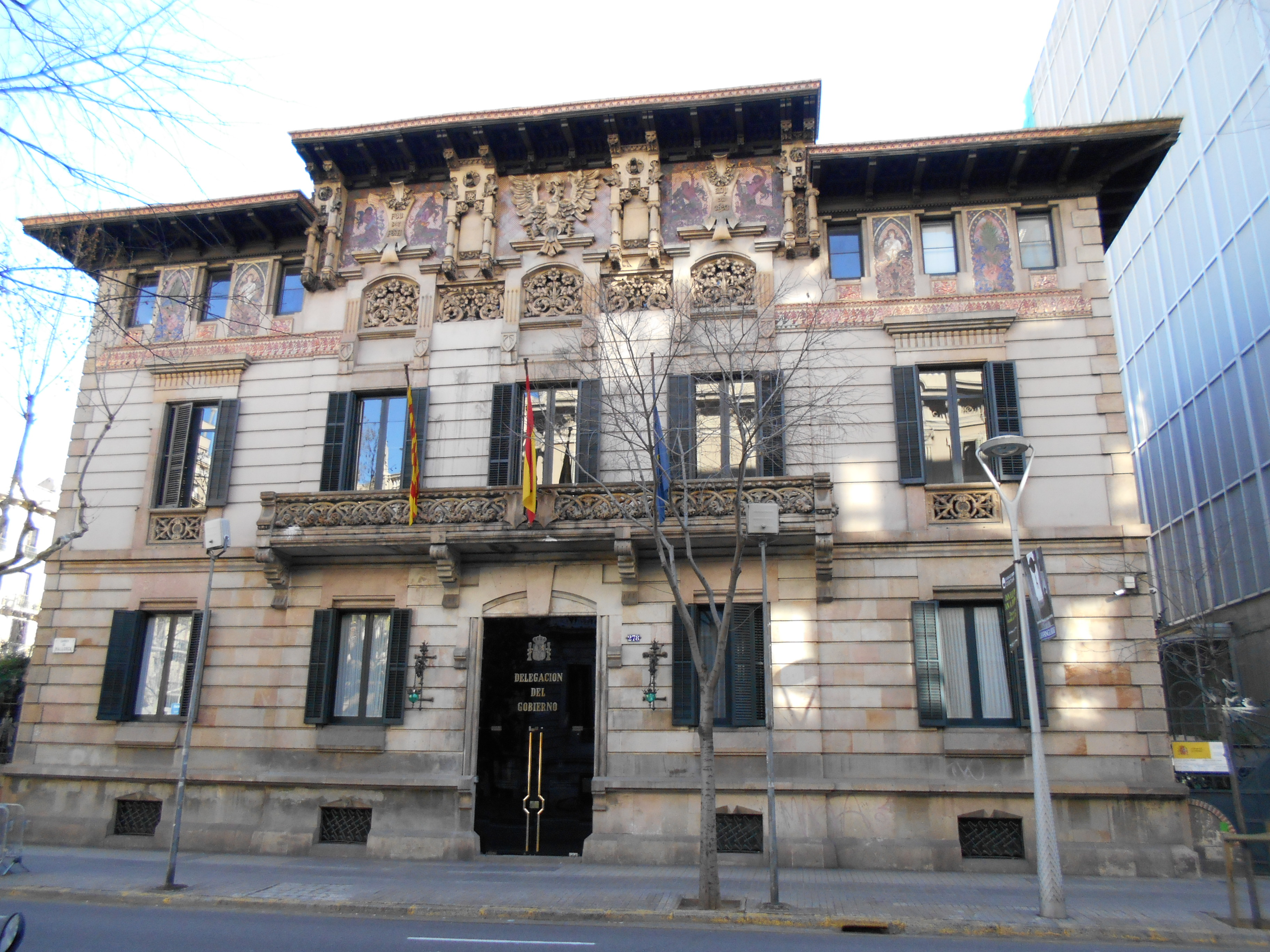
Sede de la Subdelegación del Gobierno en Barcelona.

Las subdelegaciones del Gobierno se constituyen en órganos de la respectiva Delegación del Gobierno. Su estructura se establece por real decreto del Consejo de Ministros en el que se determinan los órganos y áreas funcionales que se constituyen.
En las provincias en las que radique la delegación del Gobierno, el subdelegado actuará con funciones de subdirector general de la delegación y podrá asumir aquellas otras que expresamente le ceda el delegado en materia de protección civil y seguridad ciudadana.
Puesto que son funcionarios, los subdelegados pasarán en su puesto de origen a la situación administrativa de servicios especiales. La suplencia del subdelegado en caso de vacante, ausencia o enfermedad la ejercerá el secretario de la Subdelegación o, en su defecto, quien designe el delegado del Gobierno.
Según el artículo 29.2 de la Ley que prevé su creación, son funciones propias de los subdelegados dirigir los servicios integrados de la Administración General del Estado, de acuerdo con las instrucciones del delegado de Gobierno, así como impulsar, supervisar e inspeccionar los servicios no integrados, es decir, aquellos que por su singularidad o volumen de gestión en lugar de formar parte de la delegación de Gobierno, mantienen la dependencia directa de los órganos centrales. El ejemplo más común lo constituyen las delegaciones provinciales del Ministerio de Hacienda. También deben desempeñar funciones de comunicación, colaboración y cooperación con las corporaciones locales y órganos provinciales de la comunidad autónoma, informar de la incidencia en el territorio provincial de los programas de financiación estatal y ejercer las competencias sancionadoras que tengan atribuidas. 

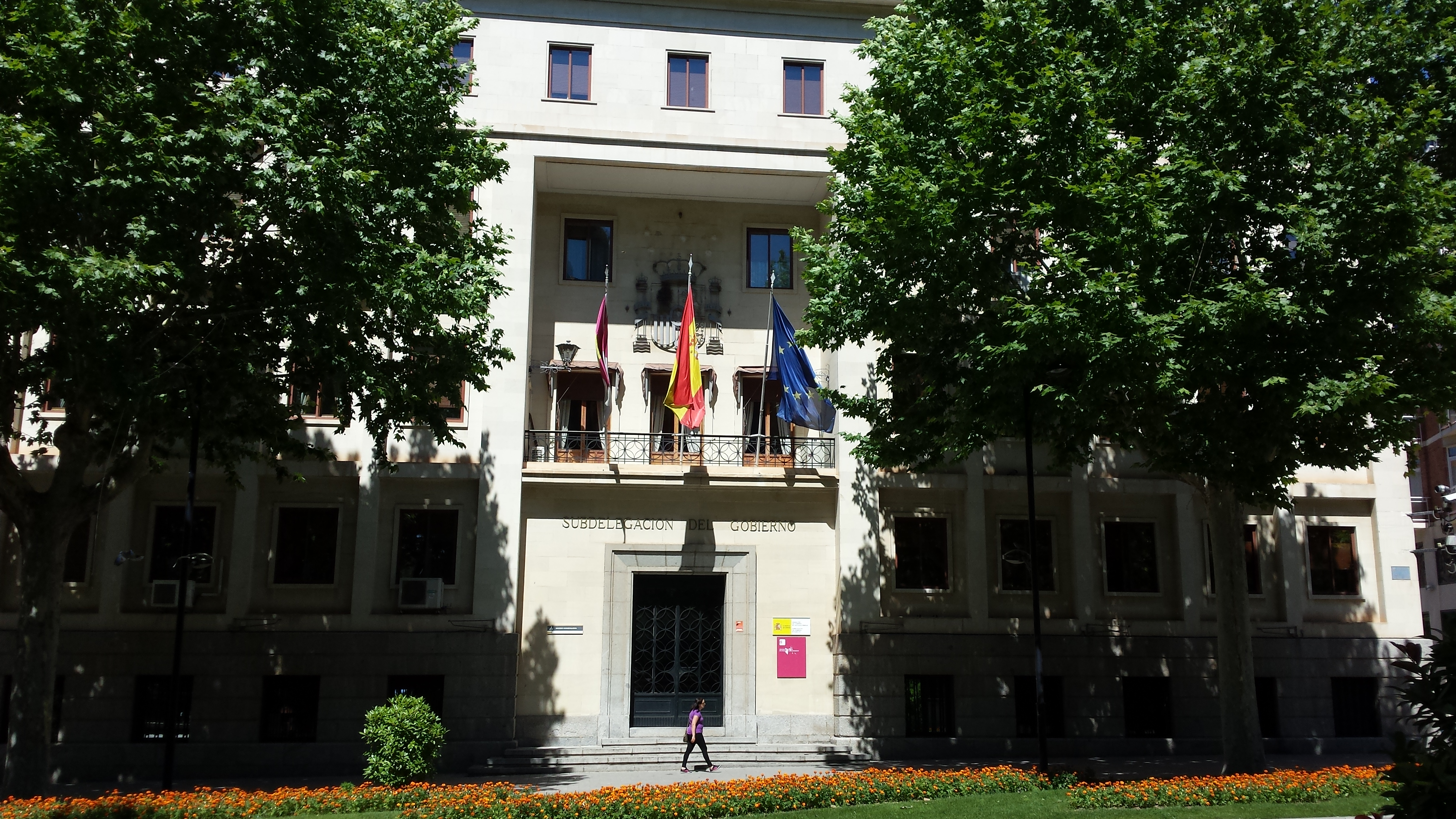
Sede de la Subdelegación del Gobierno en Albacete.

En los casos de sanción administrativa por infracciones previstas en la Ley de Seguridad Ciudadana, podemos resumir que 
corresponde la iniciativa del proceso a los subdelegados como titulares de las subdelegaciones. Sin embargo tan solo impondrán las sanciones por infracciones leves ya que se reserva normativamente a los delegados la facultad sancionadora pro comisión de infracciones graves o muy graves (aun cuando se inicien por la Subdelegación de la provincia lugar de los hechos).
En las provincias donde no radica la delegación de Gobierno, al subdelegado, bajo la dirección y supervisión de su superior, le corresponde:
- Desempeñar las funciones de comunicación, colaboración y cooperación con la respectiva comunidad autónoma y con las entidades locales y, en particular, informar sobre la incidencia en el territorio de los programas de financiación estatal. En concreto les corresponde: 
  - Mantener las necesarias relaciones de cooperación y coordinación de la Administración General del Estado y sus Organismos públicos con la de la comunidad autónoma y con las correspondientes entidades locales en el ámbito de la provincia.
  - Comunicar y recibir cuanta información precisen el Gobierno y el órgano de Gobierno de la comunidad autónoma. Realizará también estas funciones con las entidades locales en su ámbito territorial, a través de sus respectivos Presidentes.

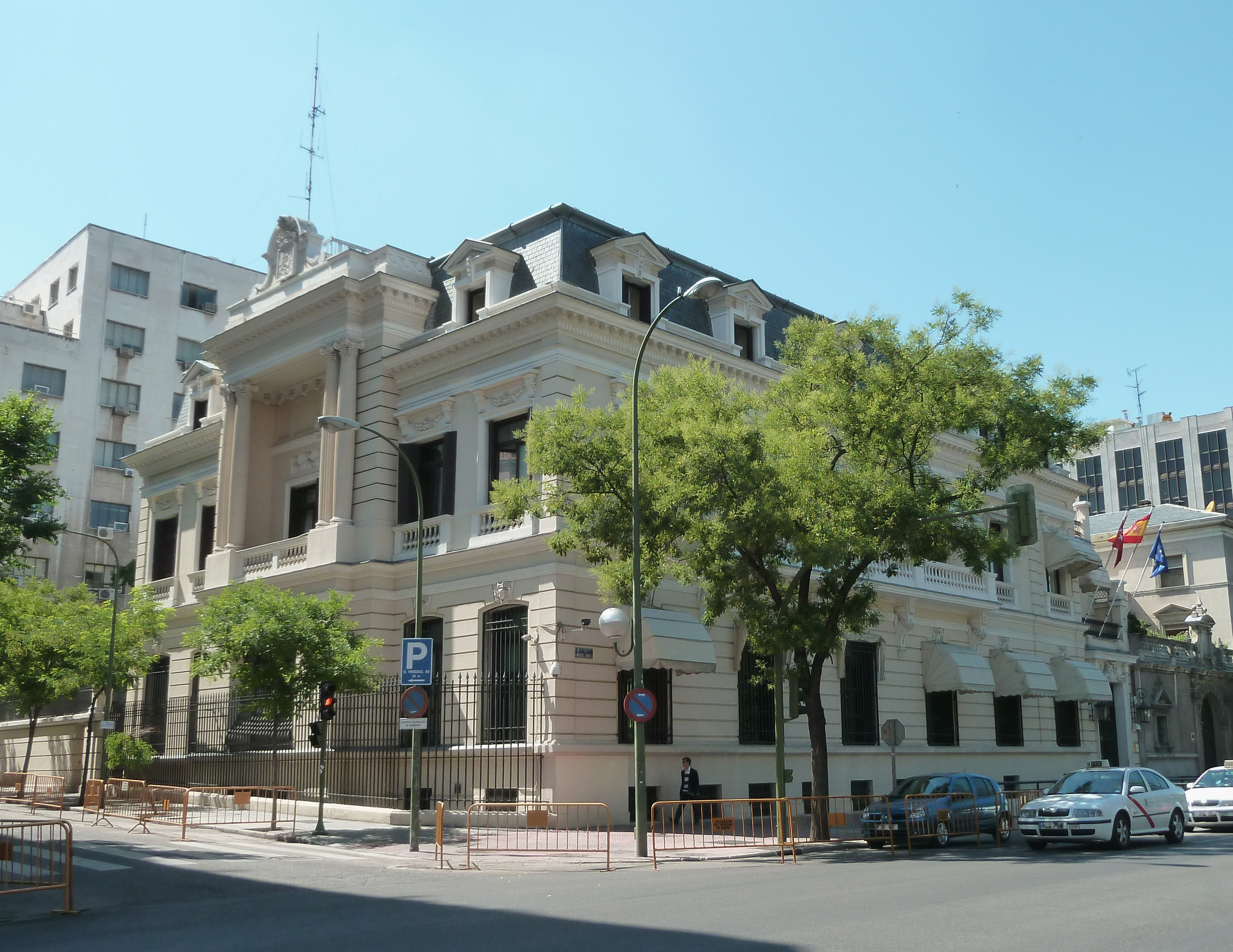
Sede de la Subdelegación del Gobierno en Madrid.

- Proteger el libre ejercicio de los derechos y libertades, garantizando la seguridad ciudadana, todo ello dentro de las competencias estatales en la materia. A estos efectos, dirigirá las Fuerzas y cuerpos de seguridad del Estado en la provincia.
- Dirigir y coordinar la protección civil en el ámbito de la provincia.
- Dirigir, en su caso, los servicios integrados de la Administración General del Estado, de acuerdo con las instrucciones del delegado del Gobierno y de los Ministerios correspondientes; e impulsar, supervisar e inspeccionar los servicios no integrados.
- Coordinar la utilización de los medios materiales y, en particular, de los edificios administrativos en el ámbito territorial de su competencia.
- Ejercer la potestad sancionadora y cualquier otra que les confiera las normas o que les sea desconcentrada o delegada.

## Subdelegados del Gobierno por provincias

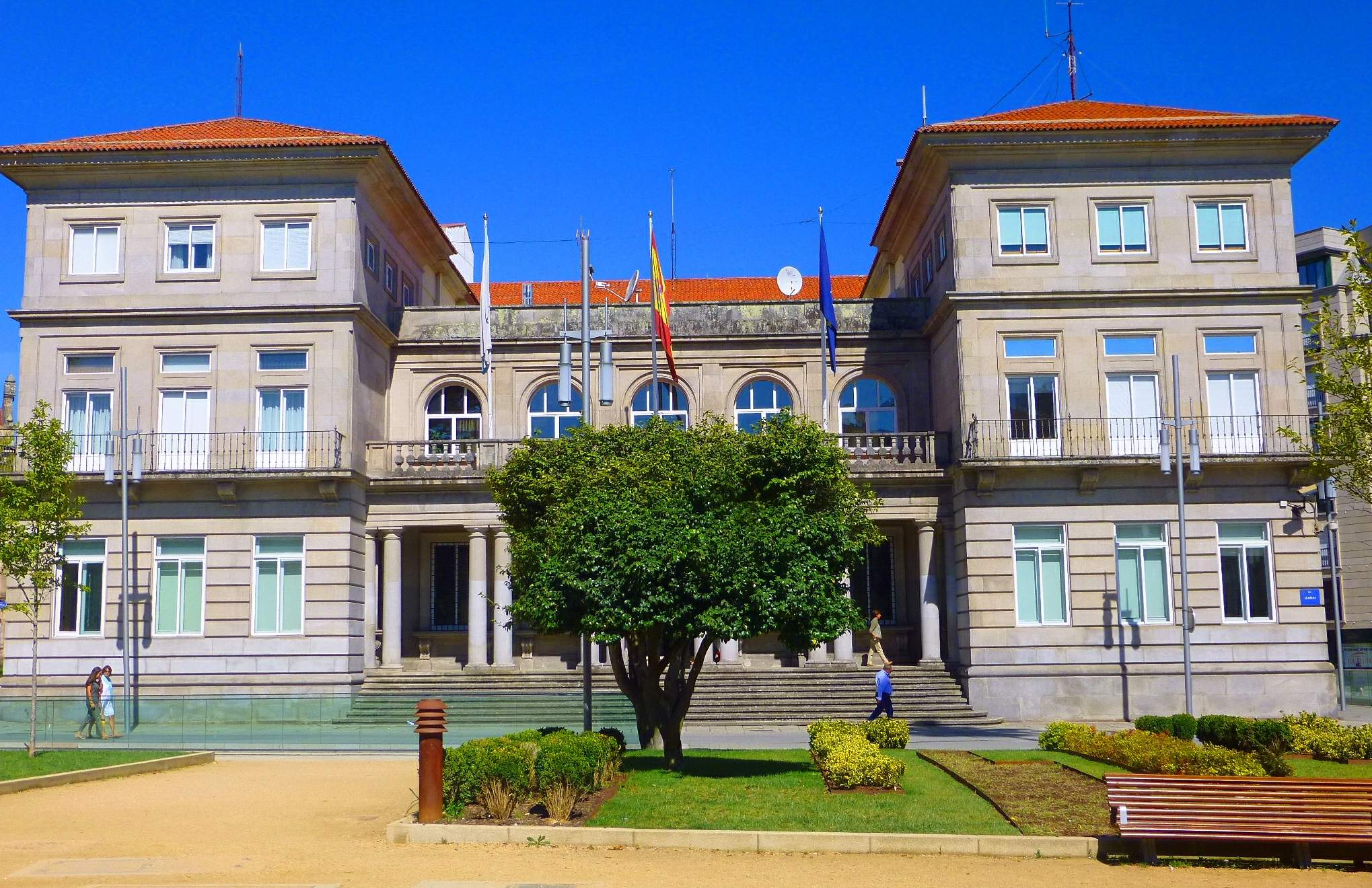
Sede de la Subdelegación del Gobierno en Pontevedra.

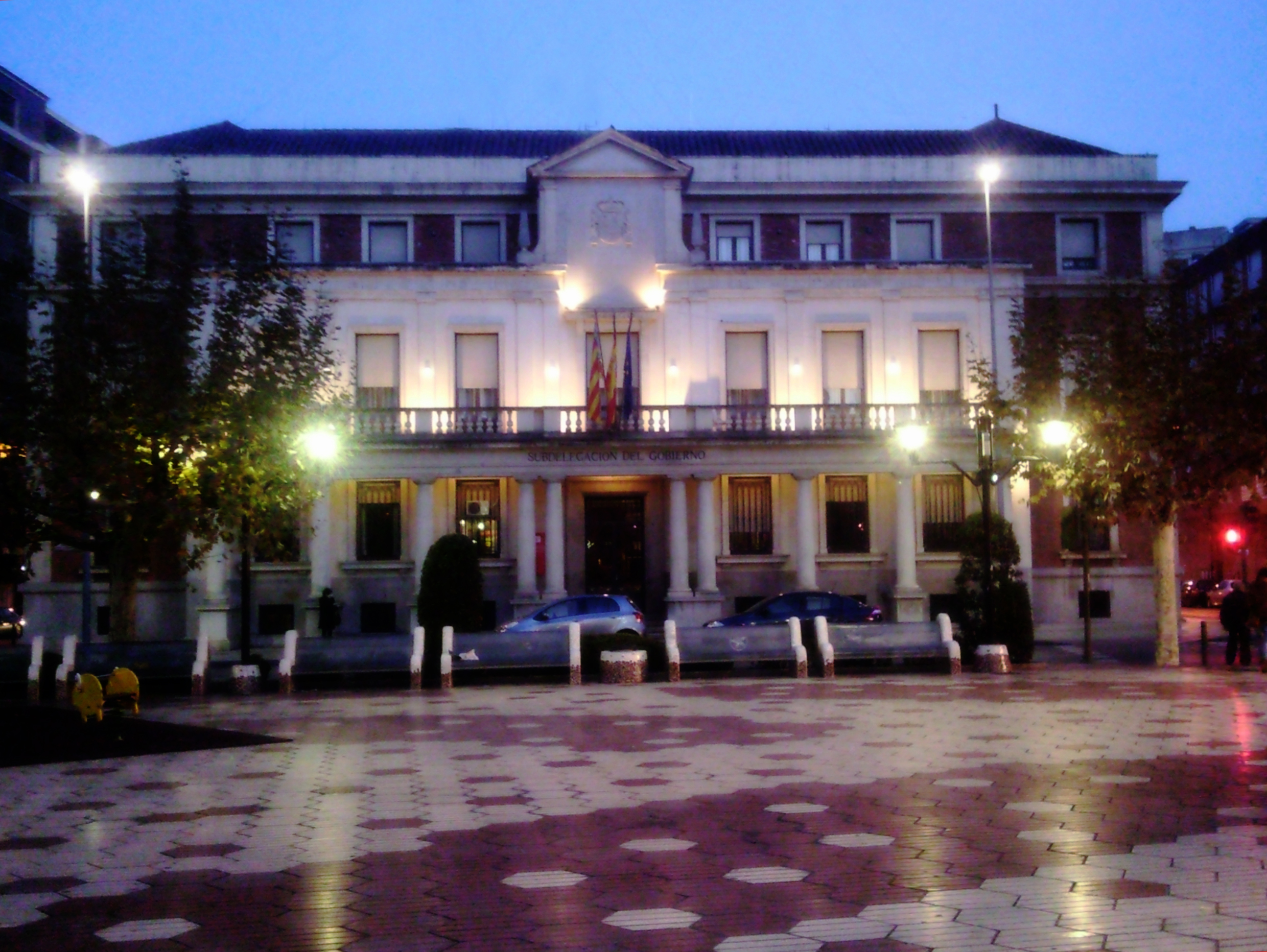
Sede de la Subdelegación del Gobierno en Castellón.

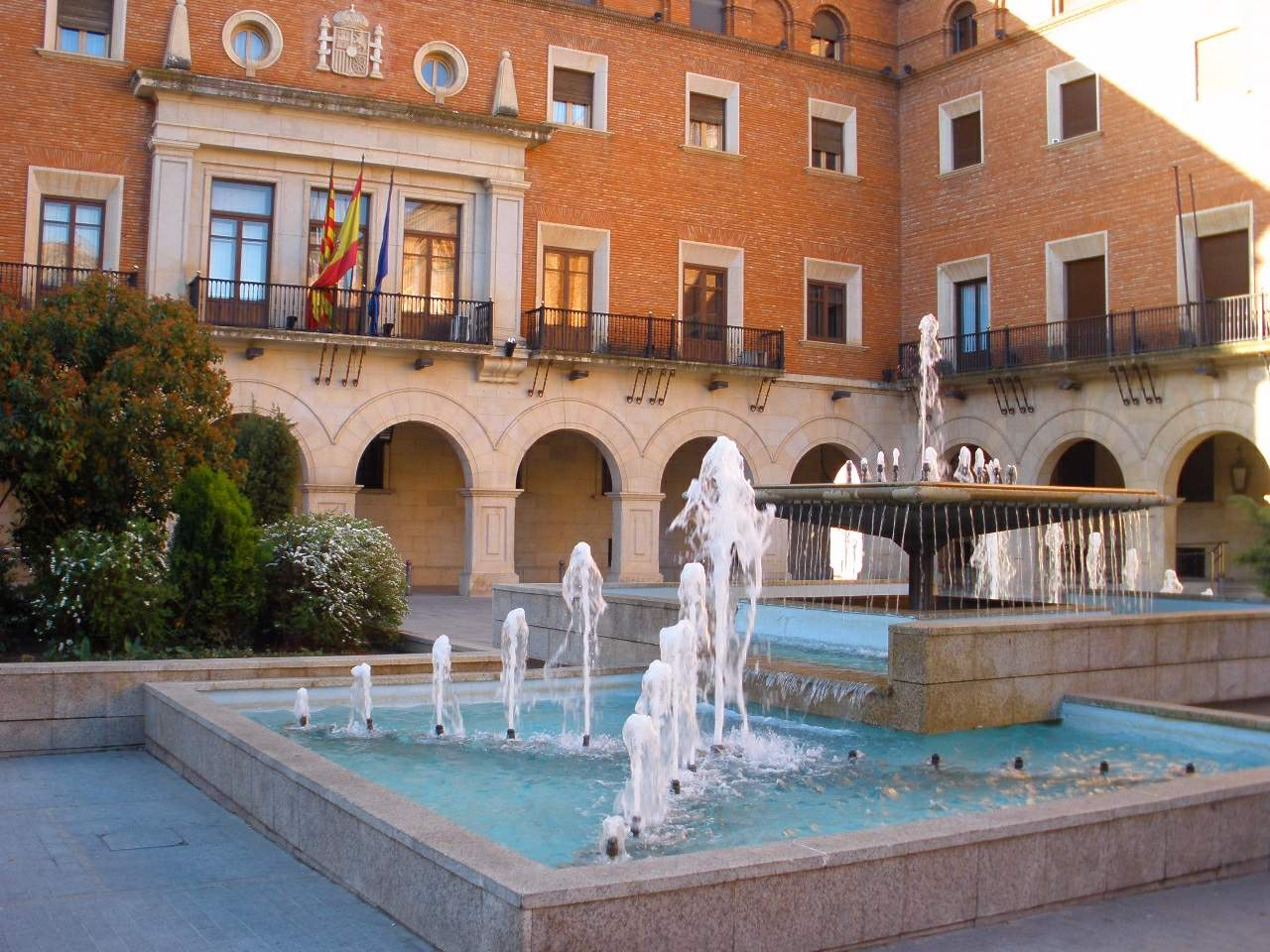
Sede de la Subdelegación del Gobierno en Teruel.

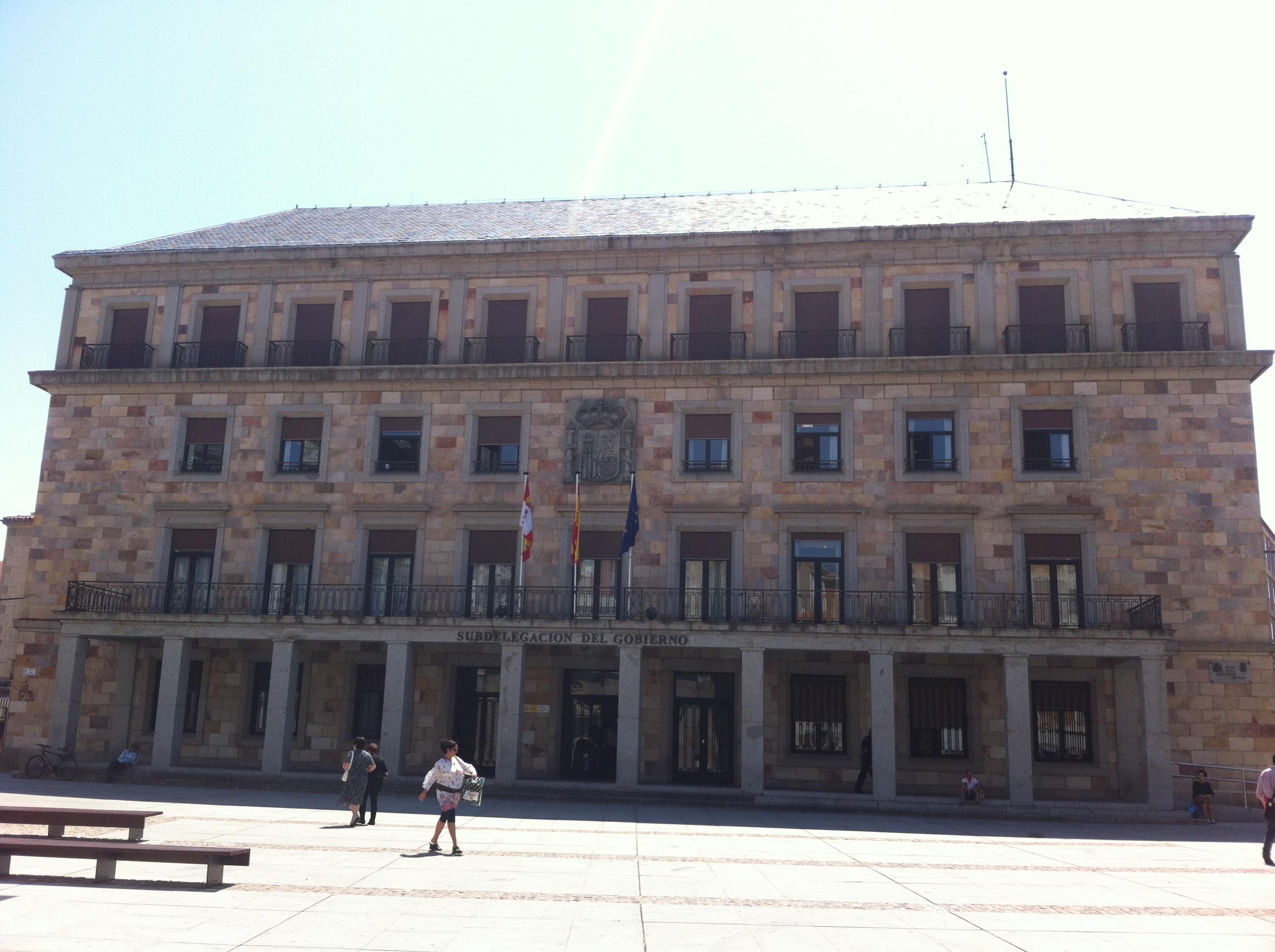
Sede de la Subdelegación del Gobierno en Zamora.

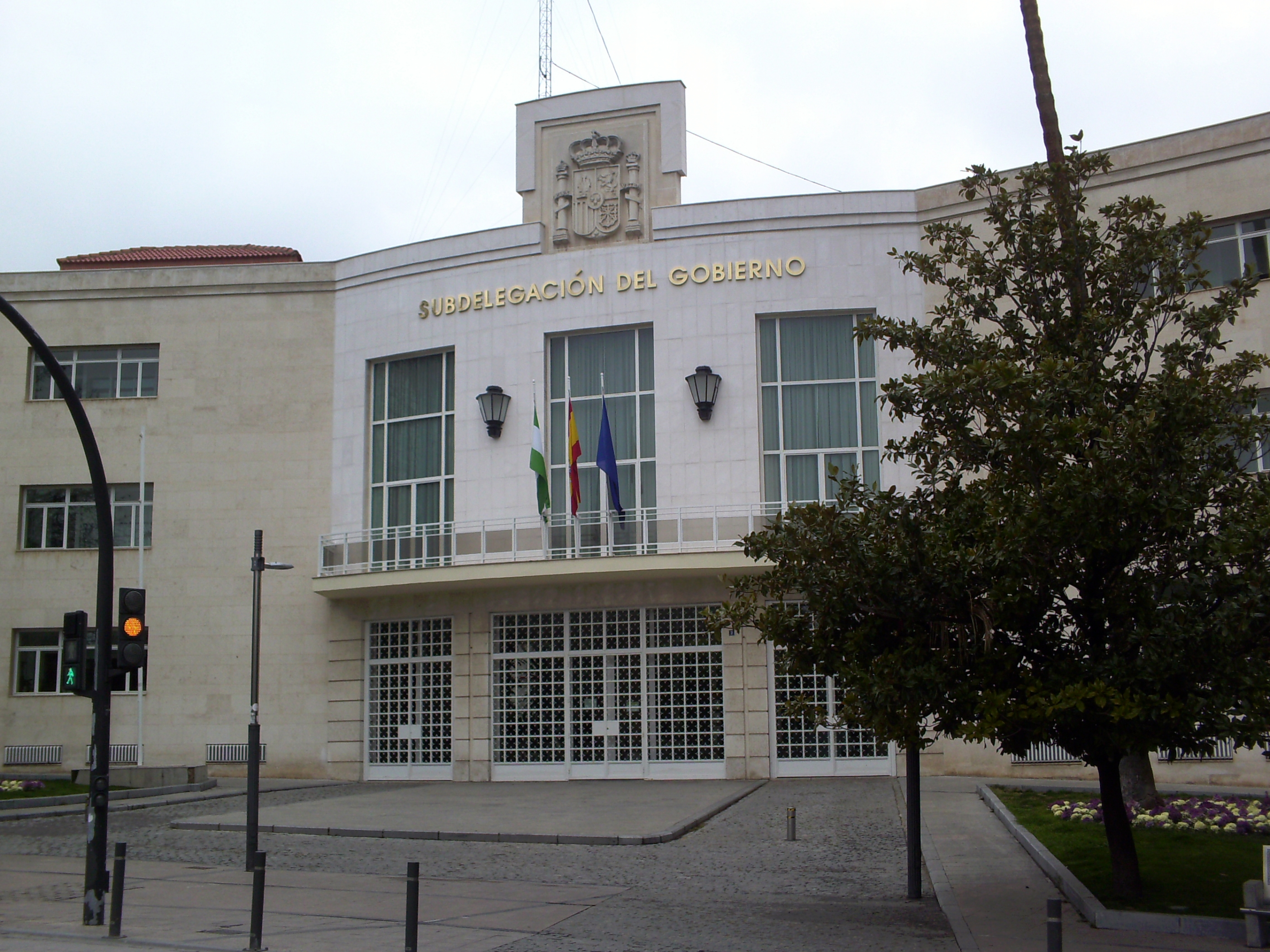
Sede de la Subdelegación del Gobierno en Jaén.

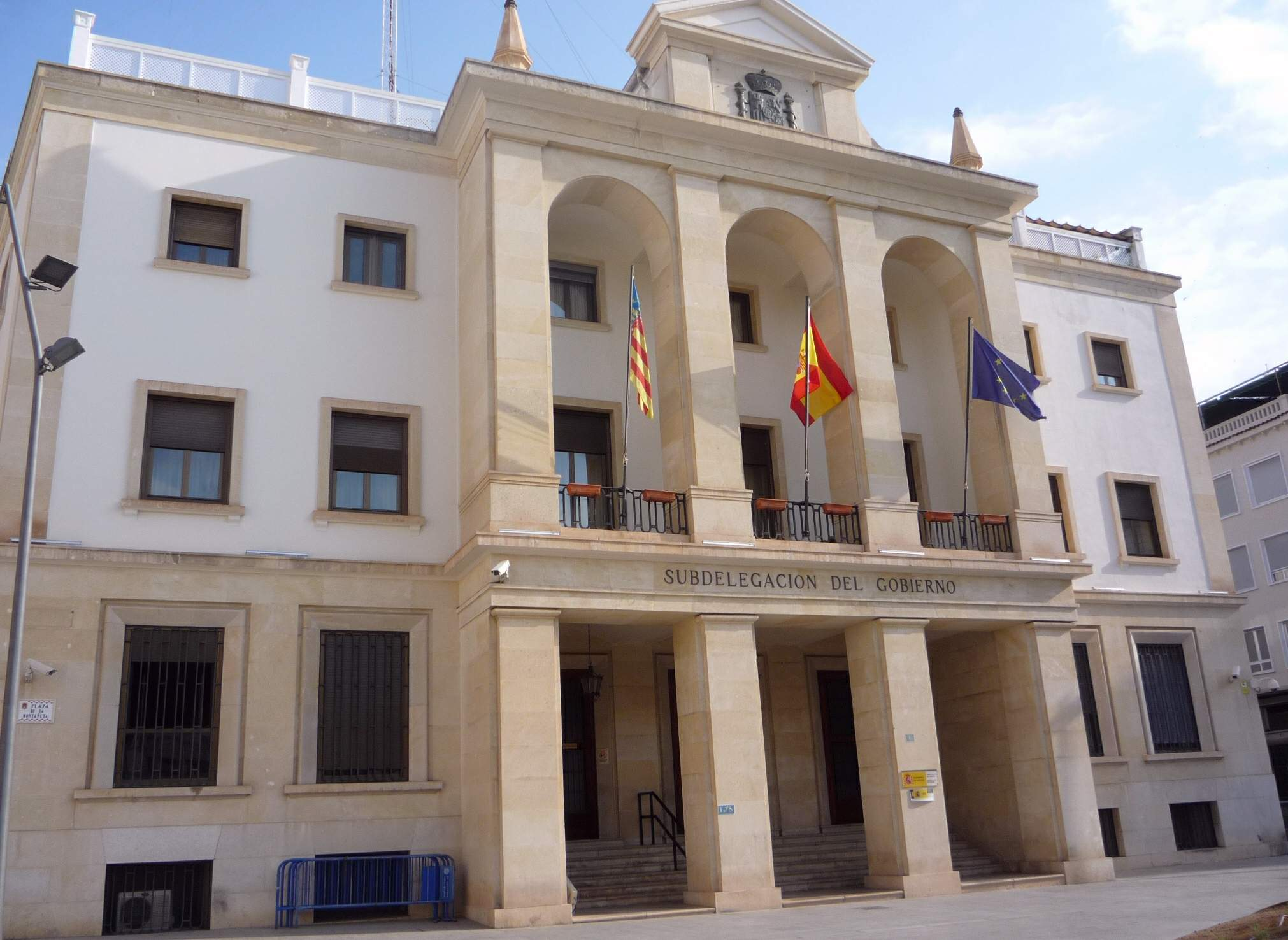
Sede de la Subdelegación del Gobierno en Alicante.

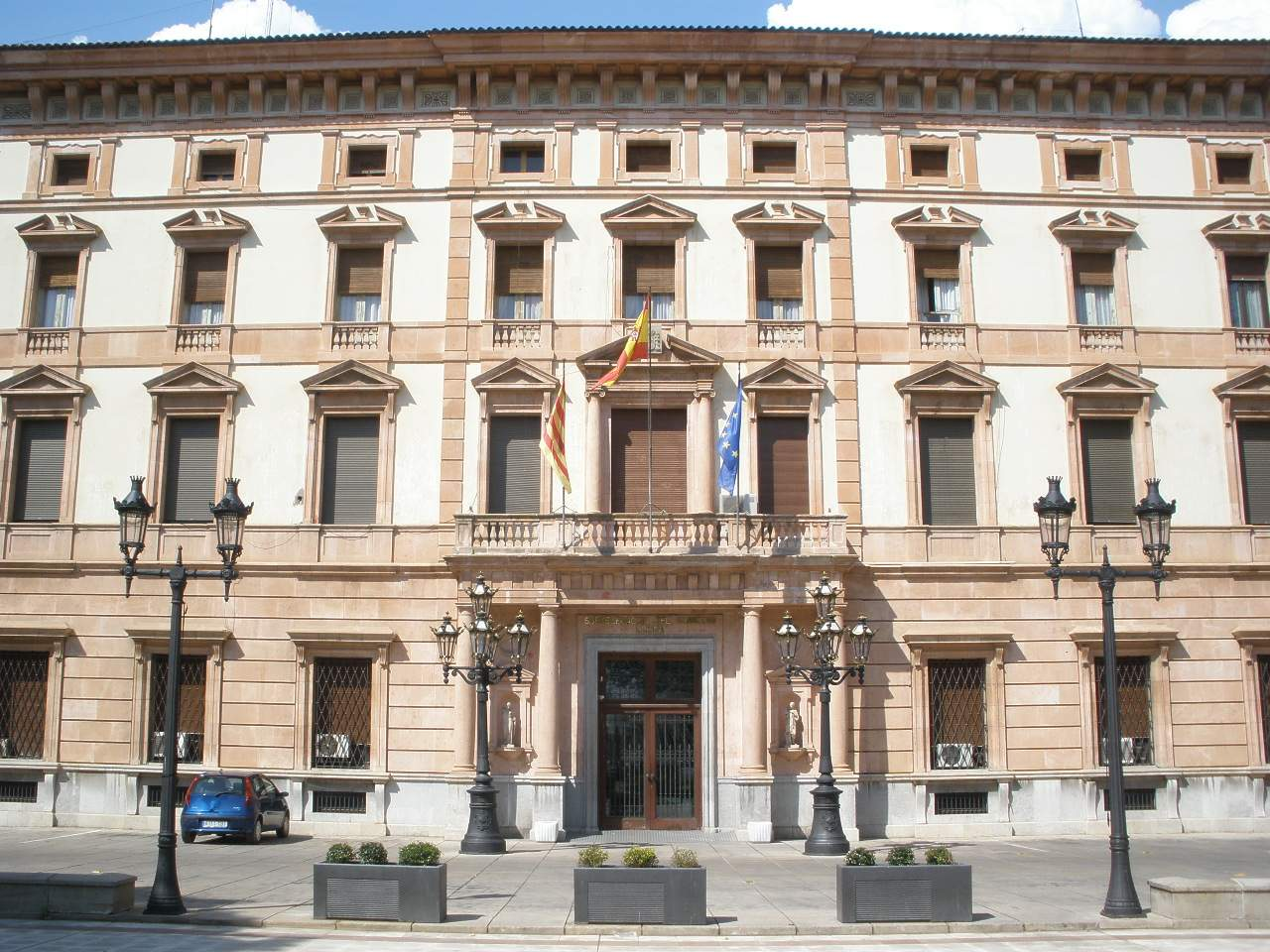
Sede de la Subdelegación del Gobierno en Lérida.

La gran mayoría de las provincias españolas disponen de una subdelegación del Gobierno de España. Sin embargo, las dos ciudades autónomas y algunas comunidades autónomas uniprovinciales no disponen de dicha institución, ya que sus competencias son llevadas a cabo por parte de la Delegación del Gobierno. Este es el caso de Cantabria, Ceuta, la Comunidad Foral de Navarra, las Islas Baleares (solo disponen de dos direcciones insulares), La Rioja, Melilla, el Principado de Asturias y la Región de Murcia.
| Subdelegados del Gobierno de España en las provincias         |                        |                                     |
| Comunidad autónoma                                            | Provincia              | Subdelegado/a del Gobierno          |
| Andalucía                                                     | Almería                | José María Martín Fernández         |
| Andalucía                                                     | Cádiz                  | Blanca del Pilar Flores Cueto       |
| Andalucía                                                     | Córdoba                | Ana María López Losilla             |
| Andalucía                                                     | Granada                | José Antonio Montilla Martos        |
| Andalucía                                                     | Huelva                 | María José Rico Cabrera             |
| Andalucía                                                     | Jaén                   | Manuel Ángel Fernández Palomino     |
| Andalucía                                                     | Málaga                 | Francisco Javier Salas Ruiz         |
| Andalucía                                                     | Sevilla                | Francisco Toscano Rodero            |
| Aragón                                                        | Huesca                 | José Carlos Campo Subías            |
| Aragón                                                        | Teruel                 | Enrique Gómez Moreno                |
| Aragón                                                        | Zaragoza               | Noelia Herrero Arenas               |
| Canarias                                                      | Las Palmas             | María Teresa Mayans Vázquez         |
| Canarias                                                      | Santa Cruz de Tenerife | Jesús Javier Plata Vera             |
| Castilla-La Mancha                                            | Albacete               | Miguel Juan Espinosa Plaza          |
| Castilla-La Mancha                                            | Ciudad Real            | David Broceño Caminero              |
| Castilla-La Mancha                                            | Cuenca                 | María Luz Fernández Marín           |
| Castilla-La Mancha                                            | Guadalajara            | Susana Cabellos Porras              |
| Castilla-La Mancha                                            | Toledo                 | Carlos Ángel Devia                  |
| Castilla y León                                               | Ávila                  | Fernando Galeano Murillo            |
| Castilla y León                                               | Burgos                 | Pedro Luis de la Fuente Fernández   |
| Castilla y León                                               | León                   | Héctor Alaiz Moretón                |
| Castilla y León                                               | Palencia               | Ángel Domingo Miguel Gutiérrez      |
| Castilla y León                                               | Salamanca              | Rosa María López Alonso             |
| Castilla y León                                               | Segovia                | María Ángeles Rueda Cayón           |
| Castilla y León                                               | Soria                  | Miguel Latorre Zubiri               |
| Castilla y León                                               | Valladolid             | Jacinto Canales de Caso             |
| Castilla y León                                               | Zamora                 | Ángel Blanco García                 |
| Cataluña                                                      | Barcelona              | María Carmen García-Calvillo Moreno |
| Cataluña                                                      | Gerona                 | Pere Parramon Rubio                 |
| Cataluña                                                      | Lérida                 | José Crespín Gómez                  |
| Cataluña                                                      | Tarragona              | Elisabet Romero Álvarez             |
| Comunidad de Madrid                                           | Madrid                 | María Pilar Trinidad Núñez          |
| Comunidad Valenciana                                          | Alicante               | Juan Antonio Nieves Martínez        |
| Comunidad Valenciana                                          | Castellón              | Antonia García Valls                |
| Comunidad Valenciana                                          | Valencia               | José Rodríguez Jurado               |
| Extremadura                                                   | Badajoz                | María Isabel Cortés Gordillo        |
| Extremadura                                                   | Cáceres                | José Antonio García Muñoz           |
| Galicia                                                       | La Coruña              | María Rivas López                   |
| Galicia                                                       | Lugo                   | María Isabel Rodríguez López        |
| Galicia                                                       | Orense                 | Eladio Santos Martínez              |
| Galicia                                                       | Pontevedra             | Abel Fermín Losada Álvarez          |
| País Vasco                                                    | Álava                  | María del Mar Dabán Aguayo          |
| País Vasco                                                    | Guipúzcoa              | Noemí López Fernández               |
| País Vasco                                                    | Vizcaya                | Carlos García Buendía               |
| Direcciones Insulares de la Administración General del Estado |                        |                                     |
| Canarias                                                      | El Hierro              | Federico Ramón Acevedo Prado        |
| Canarias                                                      | Fuerteventura          | María Jesús de la Cruz Montserrat   |
| Canarias                                                      | La Gomera              | Juan Luis Navarro Mesa              |
| Canarias                                                      | Lanzarote              | Pedro Viera Espinosa                |
| Canarias                                                      | La Palma               | Carlos Jesús García Méndez          |
| Islas Baleares                                                | Ibiza - Formentera     | Raquel Guasch Ferrer                |
| Islas Baleares                                                | Menorca                | Isabel López Manchón                |